# Цилканская и Душетская епархия
Цилканская и Душетская епархия (груз. წილკნისა და დუშეთის ეპარქია) — епархия Грузинской православной церкви на территории Душетского муниципалитета. Епархия включает в себя территорию между Ксани и Арагви.
На востоке граничит с Алавердской епархией, на северо-западе со Степанцминдской и Хевской, с запада граничит с государственной границей Грузии и Республики Южная Осетия. На юго западе со Самтависской и Горийской, на юге с Мцхето-Тбилисской и Сагареджо-Гурджаанской.

## История

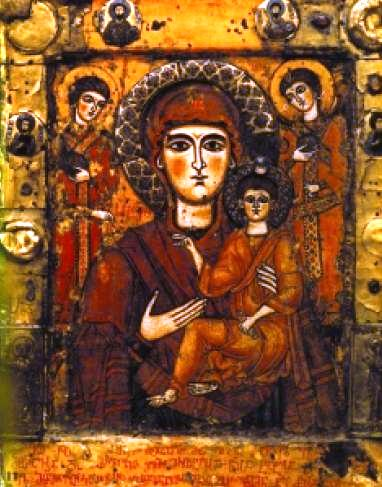
Икона Цилканской Божьей Матери, IX век

Название Цилкани произошло от название близлежащей деревни — Цинакари-Цинкари-Циркани-Цилкани, где Бакар Мириамович построил Цилканскую церковь.
В Цилкани обнаружена раннехристианская церковь II-III веков. В горах христианство распространил сын первого христианского царя Грузии Мириана, Бакар. Он же построил Цилканский храм, который вскоре стал кафедральным. Цилкани не упомянуто среди 12 епископств, созданных Вахтангом Горгасали, однако должно было существовать в V веке.
Постепенно границы Цилканской епархии ширились. Во второй половине XV века, после разделения Грузии на царства, большая часть епархии была присоединена к Алавердской. В первой половине XVI века произошёл спор между Цилканским епископом и Мцхетским католикосом, который разрешил Луарсаб  I, разделив территории епархии. В конце XIX века в Цилкани было расположено 40 деревень, и Цилканская епархия занимало 4 место среди всех Грузинских епархий. К 1800 году в Цилкани было 75 священников, 11 дьяков и около пятидесяти церковных служащих.
После смерти епископа Иоанна Курумидзе Цилканскую епархию присоединили вначале к Самтависской, а затем к Никозской.
После провозглашения автокефалии Грузинской православной церкви в 1917 году Цилканская кафедра была восстановлена. С 1954 по 1972 год не замещалась, с 1984 года епископом Цилкани является Зосима (Шиолашвили).

## Епископы
- 1918 — июль 1920 — Георгий (Аладашвили)
- 18 апреля 1924 — 26 марта 1928 — Павел (Джапаридзе)
- 1 сентября 1930 — 7 февраля 1938 — Алексий (Герсамиа)
- 19 марта 1939 — 12 декабря 1951 — Тарасий (Канделаки)
- 3 января — 19 февраля 1954 — Гоброн (Цкриалашвили)[груз.]
- 26 марта 1972 — 15 февраля 1978 — Гаий (Кератишвили)
- 24 декабря 1978 — 1 октября 1980 — Фаддей (Иорамашвили)
- 1 октября 1980 — 22 июня 1982 — Георгий (Гонгадзе)
- c 20 июля 1984 года — Зосима (Шиошвили)